# Kalevi Sorsa
Taisto Kalevi Sorsa, född 21 december 1930 i Keuru, död 16 januari 2004 i Helsingfors, var en socialdemokratisk politiker och mångårig statsminister i Finland på 1970- och 1980-talen.

## Biografi
Sorsa började sin karriär som journalist och samhällsvetare. Åren 1954–1956 var han chefredaktör för det socialdemokratiska ungdomsförbundets tidning Työläisnuoriso-lehti (som senare blev Vilhuri). Han var verksam i Unesco 1959–1969 och utnämndes sistnämnda år till partisekreterare för socialdemokraterna.
Åren 1970–1972 var Sorsa utrikesminister i Rafael Paasios andra ministär och ledde själv som statsminister koalitionsregeringen 1972–1975. Han blev därefter åter utrikesminister när regeringen Miettunen II bildades 1975. Han tillträdde för andra gången som statsminister 1977 i fempartiregeringen Sorsa II, som efter en kris 1978 fortsatte under Sorsas ledning sedan Svenska folkpartiet gått ur. Han var en av konsensuspolitikens främsta målsmän på 1980-talet.
Sorsa ledde det socialdemokratiska partiet åren 1975–1987. Innan dess var han partisekreterare i sex år.
Han avled den 16 januari 2004 i sitt hem i Hagnäs i Helsingfors efter lång tids tjocktarmscancer. Han är begravd på Sandudds begravningsplats i Helsingfors.

## Utmärkelser
- Riddare med storkors av Sankt Mikaels och Sankt Georgsorden,  1976[5]
- Storkorset av Finlands Vita Ros’ orden,  6 december 1985[6]
- Storkorset av Isabella den katolskas orden,  1989[7]
- Frihetskorsets 1. klass med kraschan,  4 juni 2001[8]
- Krigsinvalidernas förtjänstkors[9]

[Redigera Wikidata]